# Centrale Centraal-Zuid-talen
De Centrale talen vormen een taalfamilie van één talen binnen de Malayo-Polynesische taalfamilie.

## Classificatie
- Austronesische talen (1268)
  - Malayo-Polynesische talen (1248)
    - Baritotalen (27)
      - Oost-talen (18)
        - Centraal-Zuid-talen (5)
          - Centrale talen (1)

## Taal
- Dusun Deyah

## Verspreiding van de sprekers
- Indonesië: 20 000; In de ranglijst van meest gesproken talen in Indonesië staat het Dusun Deyah op nummer 88, volgens de totalen van het aantal sprekers op nummer 101.

Centrale talen: Dusun Deyah

Zuid-talen: Dusun Malang · Dusun Witu · Ma'anjan · Paku